# گمینا وییوو
گمینا وییوو (به لهستانی:  Gmina Wijewo) یک گمینا در لهستان است که در شهرستان لشنو واقع شده‌است. گمینا وییوو ۶۱٫۳۷ کیلومتر مربع مساحت و ۳٬۴۶۳ نفر جمعیت دارد.